# La Boissière-d'Ans
La Boissière-d'Ans (trong tiếng Occitan La Boissiera d'Ans) là một xã của Pháp, nằm ở tỉnh Dordogne trong vùng Aquitaine của Pháp. Xã này có diện tích 8,33 km2, dân số năm 2005 là 233 người. Xã nằm ở khu vực có độ cao trung bình 121 m trên mực nước biển. 

## Thông tin nhân khẩu
| Năm    | 1962 | 1968 | 1975 | 1982 | 1990 | 1999 | 2005 |
| ------ | ---- | ---- | ---- | ---- | ---- | ---- | ---- |
| Dân số | 224  | 192  | 185  | 202  | 227  | 218  | 233  |